# Aloys Thomas Raimund von Harrach
Aloys Thomas Raimund von Harrach (Vienna, 7 marzo 1669 – Vienna, 7 novembre 1742) è stato un politico e diplomatico austriaco.

## Biografia
Aloys Thomas era figlio del conte Ferdinand Bonaventura I von Harrach, appartenente all'alta nobiltà austriaca, e di Johanna Theresia Lamberg. Dei suoi fratelli, Franz Anton von Harrach fu arcivescovo di Vienna e Salisburgo, Johann Philipp Harrach fu generale d'esercito e diplomatico imperiale.
Studiò all'Università di Praga ed entrò ben presto nel gioco della diplomazia europea. Era stato allievo di Philipp Ludwig Wenzel von Sinzendorf, uno dei "maestri" della diplomazia austriaca, che aveva combinato il matrimonio tra Giuseppe I e Guglielmina Amalia di Brunswick-Lüneburg.
Inizialmente, von Harrach ricoprì incarichi diplomatici presso la corte spagnola e quella francese e testimoniò davanti all'imperatore della falsità delle pretese francesi sulla Spagna (aveva partecipato all'apertura del testamento di Carlo II).

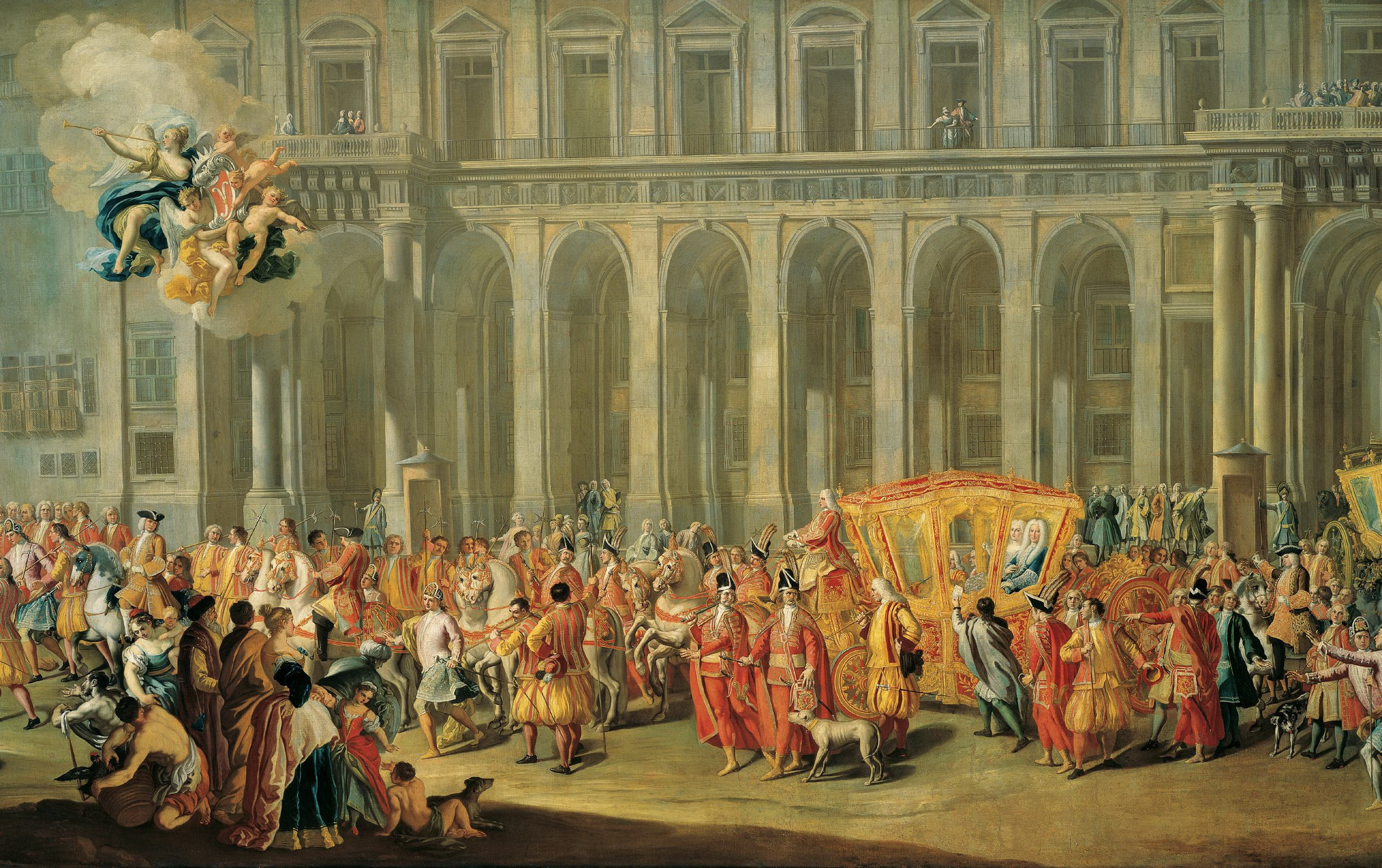
Il viceré conte Aloys Thomas Harrach lascia il Palazzo Reale di Napoli, dipinto di Nicola Maria Rossi, 1730 c.

Durante la guerra di successione spagnola, allontanato da corte non godendo della benevolenza di Eugenio di Savoia, fu per qualche tempo ambasciatore a Varsavia e a San Pietroburgo, cercando inutilmente di coinvolgere il re di Polonia in una guerra contro la Francia e la Baviera, ma preparò il terreno alla spartizione della Polonia che sarebbe avvenuta in avvenire.
Nel 1711 fu presidente del Consiglio aulico della Guerra negli Stati Tedeschi, al quale appartenevano Friedrich Heinrich von Seckendorff, August Christoph von Wackerbarth e Joseph Anton Gabaleon von Wackerbarth-Salmour; era una specie di riunione dei maggiori politici e diplomatici tedeschi dell'epoca.
Dal 9 dicembre 1728 al 12 giugno 1733 fu viceré di Napoli, allora sotto dominazione austriaca. Durante il suo governatorato, acquistò in loco molte opere d'arte che si trovano ancora oggi esposte nella galleria del castello di Rohrau.

## Matrimonio e figli
Aloys Thomas Raimund von Harrach sposò il 22 aprile 1691 a Vienna la contessa Marie Barbara von Sternberg († 1694/95). Da questo matrimonio nacquero cinque figli:
- Johann Philipp Wenzel (28 dicembre 1691 - 9 dicembre 1693)
- Ferdinand Wenzel (1692-1692)
- Maria Philippine Josepha (9 gennaio 1693 - 2 aprile 1763), sposò il conte Johann Franz von Thun e Hohenstein (16 giugno 1686 - 30 giugno 1720)
- Ferdinand Leopold (21 dicembre 1693 - 5 dicembre 1694)
- Wenceslaus Friedrich (1694-1694)

Aloys Thomas Raimund si sposò in seconde nozze con la contessa Anna Cäcilia von Thannhausen (14 marzo 1674 - 15 febbraio 1721). Da questo matrimonio nacquero dieci figli:
- Friedrich August (1696-1749), suo successore, sposò la principessa Maria Eleonora del Liechtenstein
- Maria Anna (21 ottobre 1698 - 14 settembre 1758), sposò in prime nozze il conte Ludovico Rabatta e in seconde nozze Zikmund Gustav Hrzán z Harasova († 21 dicembre 1763)
- Karl Joseph Gervasius (19 giugno 1700 - 20 giugno 1714)
- Maria Aloysia (13 gennaio 1702 - 16 maggio 1775), sposò il 13 febbraio 1721 il principe Franz Anton von Lamberg (30 settembre 1678 - 23 agosto 1759)
- Franz Anton (13 dicembre 1702 - 27 luglio 1707)
- Venceslao Leopoldo Joseph Stanislao (13 novembre 1703 - 29 giugno 1734), caduto nella battaglia di Parma
- Johann Ernst Emanuel Joseph, vescovo di Neutra (9 aprile 1705 - 17 dicembre 1739)
- Leopold Joseph Jakob (27 aprile 1706 - 13 maggio 1706)
- Franz Joseph Johann Anton (8 marzo 1707 - 27 luglio 1707)
- Ferdinando Bonaventura (11 aprile 1708 - 28 gennaio 1778), sposò in prime nozze Marie Elisabeth von Gallas (1718–1737), figlia del viceré di Napoli, conte Johann Wenzel von Gallas; in seconde nozze il 9 ottobre 1740 sposò la contessa Maria Rosa von Harrach (20 agosto 1721 - 19 agosto 1785), figlia di suo fratello Federico Augusto

Dopo la morte della seconda moglie, Aloys Thomas Raimund si risposò nel 1721 con la contessa Ernestine von Dietrichstein (13 luglio 1683 - 30 gennaio 1744), già vedova del conte Johann Wenzel von Gallas. Questo matrimonio rimase senza figli.

## Ascendenza
|                                     |                           |                                   | Genitori                        |  |  | Nonni |  |  | Bisnonni         |  |  | Trisnonni              |  |
|                                     |                           |                                   |                                 |  |  |       |  |  | Karl von Harrach |  |  | Leonhard V von Harrach |  |
|                                     |                           |                                   |                                 |  |  |       |  |  | Karl von Harrach |  |  | Leonhard V von Harrach |  |
|                                     |                           | Marie Jakobe von Hohenzollern     |                                 |  |  |       |  |  | Karl von Harrach |  |  |                        |  |
| Otto Friedrich von Harrach          |                           |                                   |                                 |  |  |       |  |  | Karl von Harrach |  |  |                        |  |
|                                     |                           | Maria Elisabeth von Schrattenbach | Maximilian von Schrattenbach    |  |  |       |  |  |                  |  |  |                        |  |
|                                     |                           | Maria Elisabeth von Schrattenbach | Maximilian von Schrattenbach    |  |  |       |  |  |                  |  |  |                        |  |
|                                     |                           | Maria Elisabeth von Schrattenbach | Anna von Grasswein              |  |  |       |  |  |                  |  |  |                        |  |
| Ferdinand Bonaventura I von Harrach |                           | Maria Elisabeth von Schrattenbach |                                 |  |  |       |  |  |                  |  |  |                        |  |
|                                     |                           | Camillo II Gonzaga                | Alfonso I Gonzaga               |  |  |       |  |  |                  |  |  |                        |  |
|                                     |                           | Camillo II Gonzaga                | Alfonso I Gonzaga               |  |  |       |  |  |                  |  |  |                        |  |
|                                     |                           | Camillo II Gonzaga                | Vittoria di Capua               |  |  |       |  |  |                  |  |  |                        |  |
| Lavinia Maria Tecla Gonzaga         |                           | Camillo II Gonzaga                |                                 |  |  |       |  |  |                  |  |  |                        |  |
|                                     |                           | Maria Caterina d'Avalos           | Alfonso Felice d'Avalos         |  |  |       |  |  |                  |  |  |                        |  |
|                                     |                           | Maria Caterina d'Avalos           | Alfonso Felice d'Avalos         |  |  |       |  |  |                  |  |  |                        |  |
|                                     |                           | Maria Caterina d'Avalos           | Lavinia Feltria Della Rovere    |  |  |       |  |  |                  |  |  |                        |  |
| Aloys Thomas Raimund von Harrach    |                           | Maria Caterina d'Avalos           |                                 |  |  |       |  |  |                  |  |  |                        |  |
|                                     | Georg Sigmund von Lamberg | Sigismund von Lamberg             |                                 |  |  |       |  |  |                  |  |  |                        |  |
|                                     | Georg Sigmund von Lamberg | Sigismund von Lamberg             |                                 |  |  |       |  |  |                  |  |  |                        |  |
|                                     | Georg Sigmund von Lamberg | Siguna Eleonore Fugger            |                                 |  |  |       |  |  |                  |  |  |                        |  |
| Johann Maximilian von Lamberg       | Georg Sigmund von Lamberg |                                   |                                 |  |  |       |  |  |                  |  |  |                        |  |
|                                     |                           | Johanna von der Leiter            | Hans Warmund von der Leiter     |  |  |       |  |  |                  |  |  |                        |  |
|                                     |                           | Johanna von der Leiter            | Hans Warmund von der Leiter     |  |  |       |  |  |                  |  |  |                        |  |
|                                     |                           | Johanna von der Leiter            | Elisabeth von Thurn             |  |  |       |  |  |                  |  |  |                        |  |
| Johanna Theresia Lamberg            |                           | Johanna von der Leiter            |                                 |  |  |       |  |  |                  |  |  |                        |  |
|                                     |                           | Georg Würben                      | Ignaz Würben                    |  |  |       |  |  |                  |  |  |                        |  |
|                                     |                           | Georg Würben                      | Ignaz Würben                    |  |  |       |  |  |                  |  |  |                        |  |
|                                     |                           | Georg Würben                      | Rebecca Würben                  |  |  |       |  |  |                  |  |  |                        |  |
| Judith Rebecca Würben               |                           | Georg Würben                      |                                 |  |  |       |  |  |                  |  |  |                        |  |
|                                     |                           | Helene Bruntálsky z Vrbna         | Albrecht Bruntálsky z Vrbna     |  |  |       |  |  |                  |  |  |                        |  |
|                                     |                           | Helene Bruntálsky z Vrbna         | Albrecht Bruntálsky z Vrbna     |  |  |       |  |  |                  |  |  |                        |  |
|                                     |                           | Helene Bruntálsky z Vrbna         | Johanna Sedlnitzky von Choltitz |  |  |       |  |  |                  |  |  |                        |  |
|                                     |                           | Helene Bruntálsky z Vrbna         |                                 |  |  |       |  |  |                  |  |  |                        |  |